# جرج کلیولند
جرج کلیولند (انگلیسی: George Cleveland؛ ‏ ۱۷ سپتامبر ۱۸۸۵ – ۱۵ ژوئیهٔ ۱۹۵۷) بازیگر اهل کانادا بود. وی بین سال‌های ۱۹۳۳ تا ۱۹۵۷ میلادی فعالیت می‌کرد. او در بین سالهای ۱۹۳۳ و ۱۹۵۴ میلادی در بیش از ۱۸۰ فیلم ظاهر شد.
از فیلم‌هایی که وی در آن نقش داشته است، می‌توان به جاسوس محبوب من، یک دختر، یک مرد و یک ملوان، شجاعت لسی، شیطان و دنیل وبستر، کپی، فلش گوردون، البوکرکی، کارسون‌سیتی و ملکه یوکان اشاره کرد.